# تترااتیل اورتوسیلیکات
تترااتیل اورتوسیلیکات (به انگلیسی: Tetraethyl orthosilicate) با فرمول شیمیایی SiC8H20O4 یک ترکیب شیمیایی با شناسه پاب‌کم 6517 است. که جرم مولی آن 208.33 می‌باشد. شکل ظاهری این ترکیب، مایع بی‌رنگ است.